# Туре, Коло
Ко́ло Хаби́б Туре́ (фр. Kolo Habib Touré; род. 19 марта 1981[…], Буаке, Валле-дю-Бандама) — ивуарийский футболист, защитник. Известен по выступлениям за английские клубы «Арсенал», «Манчестер Сити», «Ливерпуль» и сборную Кот-д’Ивуара. Его брат Яя также был профессиональным футболистом.

## Клубная карьера
Туре родился в Буаке, его отец был военным. Детство Коло и его братьев прошло в военных городках. В раннем возрасте он был приглашён в абиджанскую академию французского тренера Жан-Марка Гийу, которого называет своим вторым отцом. Из академии Туре попал в профессиональный клуб «АСЕК Мимозас», который также тренировал Гийу.
В феврале 2002 года 20-летний Туре успешно прошёл просмотр в клубе английской Премьер-лиги «Арсенал» и вскоре подписал с клубом долгосрочный контракт. Поскольку он уже регулярно выступал за сборную Кот-д’Ивуара и принимал участие в Кубке африканских наций 2002 году, у Туре не возникло проблем с получением разрешения на работу в Великобритании. Его переход обошёлся «Арсеналу» в 150 тыс. фунтов стерлингов.
Дебютный матч за команду пришёлся на Суперкубок Англии 2002 года против «Ливерпуля». Изначально Коло Туре играл в «Арсенале» на позиции опорного полузащитника, позже перейдя на позицию правого защитника. Свой первый гол за «канониров» он забил на «Стэмфорд Бридж», принеся ничью в матче с «Челси» 1:1.
29 июля 2009 года Туре перешёл в английский клуб «Манчестер Сити». Сумма трансфера не разглашалась, но, по оценкам некоторых СМИ, составила около 16 млн фунтов стерлингов.
28 мая 2013 года стало известно, что Туре, в качестве свободного агента, присоединится к «Ливерпулю» с 1 июля 2013 года, контракт рассчитан на 2 сезона..
Летом 2015 года Коло Туре продлил контракт с клубом на 1 год. В 2016 году Туре покинул клуб по истечении контракта.
23 июля 2016 года Туре подписал контракт с шотландским «Селтиком». В 2017 году завершил карьеру футболиста.

## Карьера в сборной
В сборной Кот-д’Ивуара дебютировал в 2000 году, сыграл 121 матч, в которых забил 7 мячей. Играл за сборную на Кубке африканских наций 2006 (выход в финал), Кубке африканских наций 2008 (выход в полуфинал, 4-е место), Кубке африканских наций 2010 (четвертьфинал), Кубке африканских наций 2012 (выход в финал), Кубке африканских наций 2013 (четвертьфинал) и на Кубке африканских наций 2015 (победа) и чемпионате мира 2006 в Германии (не вышли из группы), чемпионате мира 2010 в ЮАР (не вышли из группы) и чемпионате мира 2014 в Бразилии (не вышли из группы). Туре являлся капитаном своей сборной, но в 2010 году его в качестве капитана сменил Дидье Дрогба.
В феврале 2015 года, после победы на Кубке африканских наций 2015, объявил о завершении карьеры в сборной.

## Тренерская карьера
Сразу же после завершения карьеры в сентябре 2017 году устроился в «Селтик» техническим помощником в тренерский штаб Брендана Роджерса, а также стал помощником главного тренера сборной Кот-д’Ивуара.
В феврале 2019 года Роджерс был назначен главным тренером клуба английской Премьер-лиги «Лестер Сити», и Туре присоединился к нему в качестве тренера первой команды.

## Достижения

### Командные
«АСЕК Мимозас»
- Чемпион Кот-д’Ивуара: 2001, 2002

«Арсенал»
- Чемпион Премьер-лиги: 2003/04
- Обладатель Кубка Англии (3): 2001/02, 2002/03, 2004/05
- Обладатель Суперкубка Англии(2): 2002, 2004
- Финалист Лиги чемпионов: 2005/06

«Манчестер Сити»
- Чемпион Премьер-лиги: 2011/12
- Обладатель Кубка Англии: 2010/11
- Обладатель Суперкубка Англии: 2012

«Селтик»
- Чемпион Шотландии: 2016/17
- Обладатель Кубка Шотландии: 2016/17
- Обладатель Кубка Шотландской Лиги: 2016/17

### Личные
- Символическая сборная Африки по версии КАФ (2): 2005, 2006

## Личная жизнь
У Коло есть младший брат — футболист: Яя. Второй его брат, Ибрагим, умерший в 2014 году, был нападающим «Телефонаат Бани Сувейф».
Коло женат, есть двое детей.